# Boedha

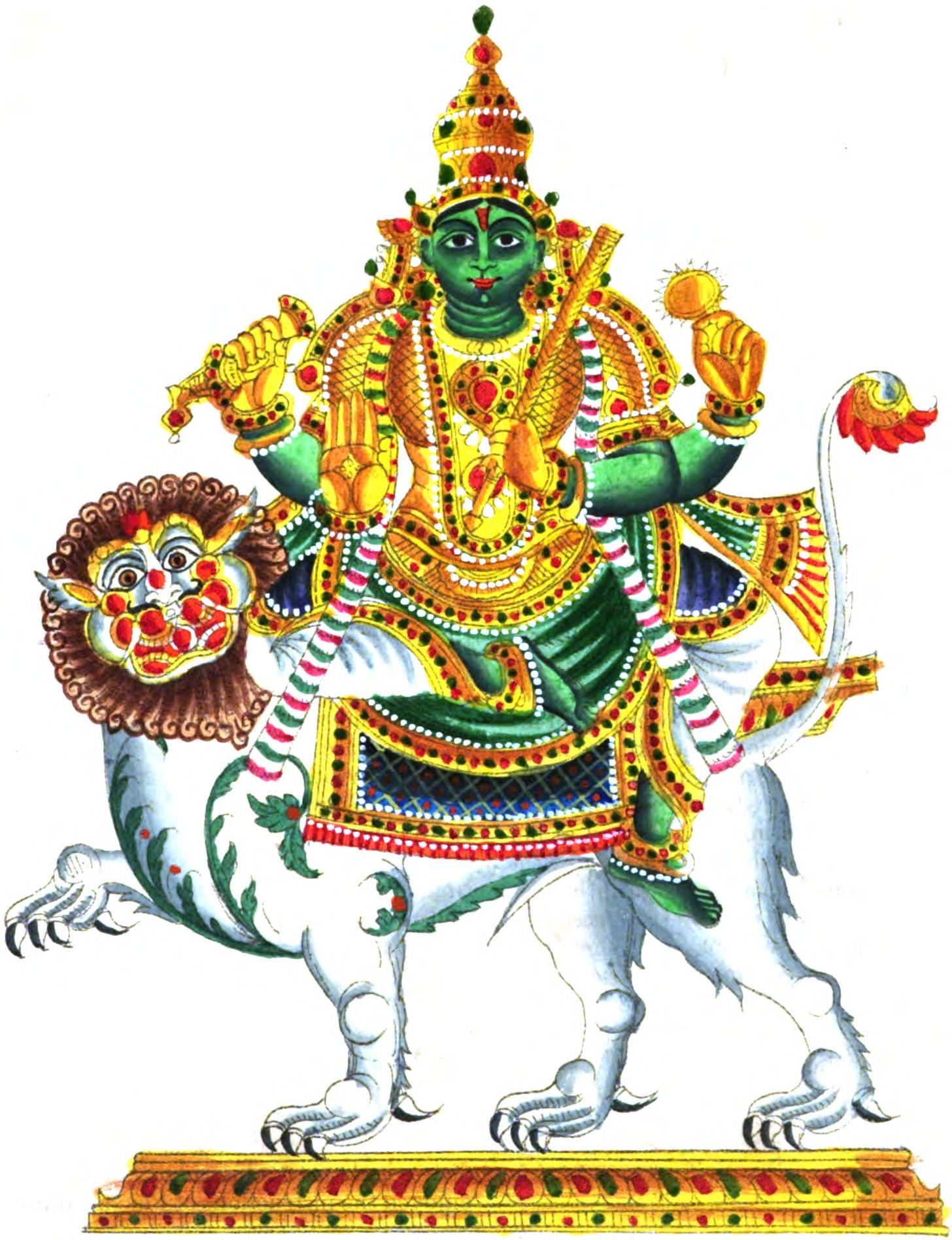
Boedha

Boedha (Sanskriet: बुध) is, in de hindoeïstische mythologie, de naam voor de planeet Mercurius. Hij is de zoon van de maan Chandra (Soma) en een god die te vergelijken is met de Griekse god Hermes. Boedha is getrouwd met Ila (de dochter van Sraddhadeva Manu). Zij hadden samen een kind genaamd Pururavas.
De woensdag (Wodans-dag) is in India aan Boedha gewijd, vandaar de naam Budhavara.